# Geiserik
Geiserik var konge over vandalerne og alanerne fra 428 til sin død i 477. Han førte vandalerne og deres alanske forbundsfæller fra Spanien til Nordafrika, hvor han grundlagde et kongerige, som bestod i omkring 100 år. Under hans ledelse erobrede vandalerne det meste af det romerske Nordafrika, og blev først anerkendt som foederati og efter yderligere sejre blev Geiserik af romerne tituleret som allieret konge og ven. I 439 indtog han Karthago, og fra denne magtbase udbyggede han sin flåde og plyndrede og gjorde erobringer i store dele af Middelhavsområdet. Mest opsigt vakte hans plyndring af Rom i 455. De to romerske riger gjorde flere forsøg på at generobre de tabte landområder, men Geiserik var hver gang i stand til at modstå angrebene. Efter hans død kom der mindre duelige regenter, og i 533 gik det vandalske kongerige under.

## Vandalernes vej til Spanien
Vandalerne kendes fra romerske beretninger fra det 1. århundrede, og boede på det tidspunkt i det nuværende Polen. De delte sig senere i de silingske og de hasdingske vandaler, og sidstnævnte fik omkring år 180 den romerske kejsers tilladelse til at slå sig ned i det nuværende Ungarn, hvor de boede i mere end 200 år, og hvor de blev et rytterfolk. Omkring år 400 kom de under pres af de fremrykkende hunner, der også var ryttere, og som havde brug for hasdingernes græsningsområder ved Donau. Desuden havde hunnerne skubbet en stor gotisk gruppe foran sig, og de bidrog også til presset på vandalerne. De hasdingske vandaler var på dette tidspunkt regeret af Geiseriks far, kong Godegisel, og under hans ledelse brød hele folket op i 400 og drog over først Donau ind i Romerriget, og senere nordpå mod Rhinen. De fulgtes med en stor gruppe alaner og med svebiske quader, og senere stødte en stor del af de silingske vandaler til. I forbindelse med, at det vestromerske riges stærke mand - Stilicho - havde udtyndet grænseforsvaret langs Rhinen, havde han truffet aftale med frankerne om, at de skulle deltage i forsvaret, og det gjorde de. Vandalerne tørnede sammen med frankerne i 406 og led store tab, og Godegisel faldt i slaget. Kun takket være alanernes indgriben blev frankerne trængt tilbage. De hasdingske vandaler valgte Geiseriks halvbror Gunderik, der også var søn af Godegisel - og af hans anerkendte hustru - som ny konge. Gunderik førte de hasdingske vandaler gennem Gallien til Spanien, hvor de på grund af deres stærkt reducerede antal kun fik en lille del af landet ved opdelingen i 411. I 416 gik vestromerne og deres visigotiske vasaller til modangreb, og alanerne og de silingske vandaler led så store tab, at de valgte at anerkende Gunderik som deres konge. Vandalerne og deres alanske støtter drog efter et mislykket angreb på sveberne til den sydspanske provins Baetica, hvor det i første omgang lykkedes dem at holde stand mod et romersk angreb i 422. I midten af 420'erne var det vestromerske rige kastet ud i interne magtkampe, men vandalerne var helt på det rene med, at som uindbudte bosættere inden for landets grænser, var det kun et spørgsmål om tid, før de ville stå over for nye romerske hære. Der var brug for en mere holdbar løsning. Gunderik udnyttede den romerske handlingslammelse til at erobre byen Cartagena og med brug af lokale søfolk lykkedes det de ellers meget landbaserede vandaler at plyndre de Baleariske Øer i 425. Gunderik døde i 428. Han havde to mindreårige sønner, men de usikre tider krævede voksne regenter, så i stedet tilfaldt kongetitlen Geiserik, selv om den nye konges mor ikke havde været anerkendt som hustru til Godegisel.

## Geiseriks regeringstid
Den nye konge kendte situationens alvor. Magtkampene i det vestromerske rige var overstået, og inden længe ville en ny hær dukke op. Der var allerede meldinger om, at sveberne var i området ved Emerita Augusta (nu Mérida), så Geiserik førte hæren mod nord og besejrede sveberne, og havde dermed ryggen fri for en stund. Geiserik samlede alle de fartøjer han kunne finde, og han befalede sine landsmænd - og alanerne - at give møde ved Tarifa (nær det nuværende Gibraltar) i maj 429. Målet var Afrika.

### Afrika
Biskoppen Victor af Vita, der blev født omkring 430, og virkede i Nordafrika, opregnede antallet af vandaler og alaner til 80.000, og på den baggrund anslår Peter Heather, at de kunne mønstre mellem 15 og 20 tusind krigere. Strædet mellem Sydspanien og Nordafrika er 13 km på det smalleste sted, men man ved ikke nøjagtigt, hvor vandalerne gik i land, eller hvilke ruter de tog på deres vej østpå gennem Nordafrika. I slutningen af august 429 var de ved byen Altava (nær det nuværende Tlemcen), lidt inde i landet, men ellers lader de til overvejende at have fulgt ruten langs kysten - muligvis fordi de havde skibe med for at bistå ved erobringen af kystbyerne. Franske historikere har regnet sig frem til, at vandalerne tilbagelagde mellem 5 og 6 km per dag. Det skal sammenholdes med, at en romersk hærafdeling kunne præstere omkring 20 km om dagen på gode veje, men vandalerne skulle undervejs også sørge for græsning til heste og kvæg og for indsamling (plyndring) af mad, samt bruge ekstra dage på at indtage de mere genstridige byer på ruten. I begyndelsen af 430 nåede vandalerne frem til de største romerske byer i det nuværende Tunis. Et overraskelsesangreb på Karthago blev forpurret, men i stedet indledte vandalerne i maj/juni 430 en belejring af den vigtige by Hippo Regius, efter at de havde overvundet den romerske general Bonifacius og den lokale felthær. Bonifacius forsvarede byen, mens han afventede forstærkninger fra Rom, og blandt de belejrede var biskoppen og kirkefaderen Augustin, der døde 28. august 430. Han var 76, så vandalernes medskyld i hans død kan diskuteres. Både vandalerne og de indesluttede havde svært ved at finde føde under den lange belejring, og efter 14 måneder - i juli 431 - opgav vandalerne deres forehavende. I 432 ankom en romersk undsætningshær, men den blev besejret uden for Karthago, og Geiserik benyttede den romerske svækkelse til at indtage Hippo Regius. Karthago kunne han imidlertid ikke erobre, og efter tre års dødvande var begge parter modne til en aftale. Den blev indgået 11. februar 435 og betød, at det vestromerske rige anerkendte vandalerne som foederati med ret til at blive boende i de områder, de havde indtaget. Vandalerne måtte love at lade Karthago være i fred, og fra de områder, de havde besat tæt på byen, skulle de betale afgift til den romerske kejser (formentlig i form af korn og oliven). I 439 udbrød der imidlertid krig mellem vestromerne og visigoterne. Romerne led først nederlag, og fik derpå besejret visigoterne, men 19. oktober 439 benyttede Geiserik lejligheden til at indtage Karthago, der tilsyneladende var blevet efterladt med svage forsvarsstyrker.

### Det vandalske kongerige
Erobringen af Karthago var en skelsættende begivenhed for vandalerne, og Geiserik lavede deres kalender om, så 439 blev år 1 i den nye kalender. For det vestromerske rige blev det indledningen til en finanskrise af voldsomme dimensioner. Siden det 1. århundrede var der fra Karthago og de øvrige havnebyer i Nordafrika blevet udskibet omkring 500.000 tons korn om året, til at dække millionbyen Roms behov, plus olivenolie, vin og lertøj. Tabet af de Nordafrikanske områder betød, at de vestromerske skatteindtægter faldt med omkring 240.000 soldi. Da en romersk infanterist fik en årsløn på omkring 6 soldi, betød det, at riget pludselig manglede indtægter til at betale 40.000 soldater. Mange af de produkter, der blev udskibet fra Nordafrika, kom fra kejserfamiliens egne besiddelser, så der var tale om et massivt indtægtstab for både staten, kejserfamilien og en række prominente romere med jordbesiddelser i området. Det vestromerske riges svar i 440 var på den økonomiske front at indføre et antal nye love, der alle skulle sikre større indtægter, og på den politiske front kontaktede kejser Valentinian III sin slægtning - de var begge børnebørn af Theodosius I - Theodosius 2. i Konstantinopel, for at få militær hjælp. I det østromerske rige var man ikke interesseret i at have Nordafrika besat af en stamme med udprægede sørøveriske tendenser, så kejseren sendte 1.100 skibe med omkring 25.000 soldater, der blev landsat på Sicilien. De to romerske riger gjorde klar til at eliminere vandalerne, men i 441 udrettede hæren intet. De østromerske tropper var hentet fra grænsen ved Donau, og da hunnerne gik over grænsen i 441-442, var kejseren nødt til at trække sine tropper hjem. Invasionen var aflyst. Kejser Valentinian så i 442 ingen anden mulighed end at slutte fred med Geiserik, som nu blev anerkendt som Rex Socius et Amicus, altså "allieret konge og ven". Geiserik lovede at genoptage leverancerne til Rom, men traktaten sagde intet om, at han skulle ophøre med sit omfattende sørøveri. Historikerne sætter typisk det vandalske kongeriges begyndelse til traktaten med romerne i 435, og fra 442 var det altså officielt anerkendt som kongerige. De vandalske monarker betragtede sig som konger over både vandaler og alaner, men Geiserik brugte blot betegnelsen Rex (konge) om sig selv. Først under Hunerik blev titlen officielt Rex Wandalorum et Alanorum ("Konge over vandaler og alaner").

### Plyndringen af Rom
I årene efter fredsslutningen fortsatte Geiserik en indbringende kombination af handel og sørøveri, mens det vestromerske riges planer om generobring var udskudt, på grund af den stadigt voksende trussel fra hunnerne. Det vestromerske riges stærke mand, generalen Aëtius, holdt dygtigt hunnerne i skak, men da kong Attila døde i 453 og hunnerriget efterfølgende begyndte at falde sammen, var Aëtius knapt så uundværlig. Kejser Valentinian havde længe ønsket at være mere end en kransekagefigur, og i september 454 deltog han aktivt, da generalen blev myrdet. Kejseren fik imidlertid ikke lov til at regere længe. Senatoren Petronius Maximus, der havde været med i sammensværgelsen mod Aëtius, havde håbet at kunne blive ny stærk mand, og da Valentinian nægtede, lod han kejseren myrde i marts 455, og tog selv kejsertitlen. Da Valentinian blev myrdet, følte Geiserik sig ikke længere bundet af fredstraktaten fra 442, og han indledte et erobringstogt, der kom til at omfatte Sicilien, Corsica og de Baleariske øer. Værre blev det, da Maximus gennemtvang et ægteskab mellem sin søn Palladius og Valentinians datter Eudocia. Kejserens datter havde i en halv snes år været officielt forlovet med Geiseriks søn Hunerik, og skønt de unge mennesker stadig boede hjemme ved deres respektive hoffer, var giftemålet en oplagt fornærmelse mod Geiserik. Han lod flåden sætte kurs mod Rom, og da denne nyhed nåede byen, udbrød der panik. Petronius Maximus forsøgte at flygte, men blev dræbt af sin egen livgarde, 31. maj 455.
Geiserik og den vandalske hær var ved byens mure 3. juni 455. Legenden siger, at pave Leo 1. fik en aftale i stand, så byen afleverede sine rigdomme, mod at slippe for ødelæggelser og overgreb på civilbefolkningen. Under alle omstændigheder tømte vandalerne metodisk byen for rigdomme i 14 dage. De ødelagde halvdelen af taget på Jupiter-templet, men det var åbenbart fordi de troede, at det guldbeklædte kobbertag var lavet af rent guld. Da de opdagede fejltagelsen, standsede de nedtagningen. En række af byens smukkeste statuer blev også fjernet, men det skib, der skulle bringe dem til Karthago, sank undervejs, så de ligger stadig på bunden af Middelhavet. Geiserik tog kejserinde Eudoxia og hendes to døtre med tilbage, foruden en række andre prominente gidsler. Desuden sørgede kongen for, at dygtige håndværkere og administratorer blev taget med som slaver, da de kunne gøre nytte i Nordafrika. Ved ankomsten til Karthago blev Eudoxias datter Eudocia gift med Geiseriks søn Hunerik, og den vandalske kongefamilie var dermed giftet ind i det Theodosianske dynasti, som også regerede i det Østromerske rige.
I det vestromerske rige stod generobringen af Nordafrika stadig øverst på dagsordenen, og kejser Majorian forsøgte i 460 en generobring med udgangspunkt i Spanien, svarende til vandalernes egen rute i 429. Geiserik fik imidlertid ødelagt den romerske flåde på 300 skibe, og så faldt planerne til jorden. I 462 fik Eudoxia og hendes datter Placidia lov til at rejse til Konstantinopel, åbenbart som del i en aftale, hvor Placidia blev gift med senatoren Olybrius, der dermed blev svoger til Hunerik, og Olybrius blev samtidigt Geiseriks nye bud på titlen som vestromersk kejser. De to romerske kejserriger gjorde i 468 endnu et forsøg på at tage Nordafrika tilbage, men selv om den stort anlagte offensiv så ud til at lykkes, fik Geiserik i sidste øjeblik besejret den romerske invasionsflåde i bugten ud for Karthago, og med halvdelen af flåden og dens ombordværende soldater ødelagt, måtte romerne trække sig tilbage og slutte fred. I 472 blev Olybrius vestromersk kejser, men blot tre måneder senere døde han, så Geiserik fik ikke megen glæde af den dynastiske forbindelse. Den østromerske kejser Leo døde i januar 474, og Geiserik følte sig dermed løst fra fredsaftalen og gik straks i gang med nye sørøvertogter østpå. I løbet af sommeren 474 blev der sluttet fred, og denne gang en såkaldt "evig fred" - uafhængigt af, hvem der sad på tronen. I 476 blev den sidste vestromerske kejser, Romulus Augustus afsat, og Geiserik indgik i stedet en aftale med magthaveren Odoaker. Geiserik gav afkald på Sicilien - bortset fra et lille område omkring havnebyen Lilybaeum - og fik til gengæld en årlig afgift fra Odoaker.

### Tilbagegang efter Geiserik
Geiserik døde i en meget høj alder i 477, og efterlod sig et rige, der var anerkendt og i fred med sine naboer. Ingen af hans efterfølgere på tronen kunne mønstre den samme kombination af intelligens og handlekraft, men rigets fundament var solidt, baseret på de vandalske krigere, en stor flåde og en enorm formue opsamlet gennem mange år, ikke mindst byttet fra plyndringen af Rom. Geiserik blev efterfulgt af sin søn Hunerik, der på det tidspunkt var i 50'erne. Hans magtovertagelse blev signal til et oprør blandt de berbiske stammer i Aurès bjergene i det nuværende Algeriet. Under Geiserik havde området været en del af riget, men stammerne havde ikke samme respekt for Hunerik, og det kuperede terræn gjorde det svært for de vandalske ryttere at gøre sig gældende, så berberne rev sig løs fra det vandalske herredømme. Geiserik havde i sit testamente bestemt, at den vandalske kongeværdighed for fremtiden skulle gå i arv til det ældste medlem af kongefamilien. Hunerik ønskede at få sin egen søn Hilderik på tronen, men selv om han ryddede kraftigt ud i sine brødres familie, kom Geiseriks ønske alligevel til at stå ved magt, da Hunerik blev syg og døde i 484.

## Egenskaber og eftermæle
Kilderne er enige om, at Geiseriks mor ikke var vandal, og hun kan muligvis have været romer, idet historikeren Hydatius beskrev ham som "frafalden", og dermed måske oprindeligt opdraget som katolsk kristen. Historikeren Jordanes beskrev ham i sin bog om goterne som en mand af moderat statur, og halt efter et fald fra en hest. Jordanes skrev også om ham, at han var "en mand af dybe tanker og få ord, med foragt for luksus, voldsom i sin vrede, grådig efter gevinster, kløgtig til at få barbarerne over på sin side og udspekuleret i sin evne til at så misfornøjelsens frø, der kunne skabe strid." Den samtidige østromerske historiker Malchus skrev om hans handlekraft og forudseenhed i militære anliggender, og om hvordan han altid havde reserver i behold, der kunne sættes ind, når nye muligheder bød sig. Der var ikke noget at sige til, at Geiserik tænkte over sine reserver: Hver gang den vandalske hær stillede op til et slag, var det med visheden om, at et alvorligt nederlag kunne blive afslutningen på deres færd.
Geiserik forstod til fulde det vestromerske riges - og især byen Roms - afhængighed af indtægterne og fødevareleverancerne fra Nordafrika. Ved at skrue op og ned for leverancerne fik han sin vilje, og en af de kameler, kejserriget måtte sluge, var at anerkende hans søns giftermål ind i kejserfamilien. Han delte land og rigdomme ud til sine vandalske undersåtter, og slog hårdt ned på oprørstendenser, især hos katolske gejstlige og romerske godsejerne i Nordafrika. Jacobsen betegner det som genialt, at Geiserik fik skabt en flåde og var i stand til at bruge eksporten fra Nordafrika som et strategisk våben.
Geiseriks egenskaber som feltherre stod deres største prøve, da de to romerske kejserriger angreb ham i 468. Vandalerne var i håbløst undertal, men Geiserik bad den østromerske general Basilicus om fem dages våbenstilstand, så han kunne gøre sig rede til overgivelse. Basilicus indvilgede og Geiserik, der havde tilkaldt alle sine styrker og omdannet en række skibe til brandskibe, ventede nu på, at vinden ville blive gunstig. Så snart vinden slog om, sejlede vandalernes flåde mod den romerske, med brandskibene på slæb. Foran den romerske flåde blev skibene antændt og da de drev ind mellem de romerske skibe, skabte de sammen med krigsgalejerne så store tab, at romerne måtte trække sig tilbage og opgive invasionen.
På den baggrund kan det ikke undre, at vandalerne betragtede Geiserik som deres bedste konge. Man lagde efter hans død vægt på, at tingene skulle foregå "i Geseriks ånd". Da Gelimer i 530 afsatte kong Hilderik og tog kongetitlen, skrev den østromerske kejser Justinian til ham og forlangte, at Hilderik skulle tilbage på tronen. Gelimer svarede, at Hilderik havde handlet i strid med Geiseriks ånd, og at det vandalske folk havde peget på Gelimer som den næste i arvefølgen, som beskrevet i Geiseriks testamente.

## Literatur
- Heather, Peter (2005), The Fall of the Roman Empire: A New History, Macmillan, ISBN 0-333-98914-7 (engelsk)
- Jacobsen, Torsten Cumberland: A History of the Vandals. Westholme Publishing, Pennsylvania, 2012. ISBN 978-1-59416-159-9 (engelsk)